# Cledwyn Hughes
Cledwyn Hughes, baron Cledwyn of Penrhos (ur. 14 września 1916, zm. 22 lutego 2001) – brytyjski polityk, członek Partii Pracy, minister w drugim rządzie Harolda Wilsona.
Wykształcenie odebrał w Holyhead Grammar School oraz na Uniwersytecie Walii w Aberystwyth. Podczas II wojny światowej służył w Ochotniczej Rezerwie Królewskich Sił Powietrznych. Po wojnie rozpoczął praktykę prawniczą w Holyhead. Był gubernatorem Uniwersytetu Walii oraz Narodowego Muzeum Walii, a także radcą hrabstwa Anglesey.
W 1945 i 1950 r. bez powodzenia startował w wyborach do Izby Gmin z okręgu Anglesey. Dopiero za trzecim razem, w 1951 r., wygrał wybory i zasiadł w Izbie Gmin. Mandat deputowanego sprawował do 1979 r.
Po wyborczym zwycięstwie laburzystów w 1964 r. Hughes został ministrem stanu w departamencie ds. Wspólnoty Narodów. Po kolejnych wyborach w 1966 r. został członkiem gabinetu jako minister ds. Walii. W latach 1968–1970 był ministrem rolnictwa, rybołówstwa i żywności.
W latach 1977–1985 był przewodniczącym Uniwersytetu Aberystwyth. W 1979 r. otrzymał dożywotni tytuł parowski baron Cledwyn of Penrhos i zasiadł w Izbie Lordów. W 1981 r. został zastępcą lidera Partii Pracy w Izbie Lordów, a w 1982 r. liderem. Był nim do 1992 r. Był również zaangażowany w kampanię na rzecz uznania języka walijskiego. Był kawalerem Orderu Kawalerów Honorowych.